# Stora Isie
Stora Isie är en småort i Hemmesdynge socken i Trelleborgs kommun på Söderslätt i Skåne.